# Valle del Fiume Abatemarco
Valle del Fiume Abatemarco este o arie protejată (arie specială de conservare — SAC, sit de importanță comunitară — SCI) din Italia întinsă pe o suprafață de 2.231 ha, integral pe uscat.

## Localizare
Centrul sitului Valle del Fiume Abatemarco este situat la coordonatele 39°44′47″N 15°58′30″E / 39.746389°N 15.975°E.

## Înființare
Situl Valle del Fiume Abatemarco a fost declarat sit de importanță comunitară în septembrie 1995 pentru a proteja 10 specii de animale. Situl a fost protejat și ca arie specială de conservare în iunie 2017.

## Biodiversitate
Situată în ecoregiunea mediteraneană, aria protejată conține 7 habitate naturale: Pajiști uscate seminaturale și facies de acoperire cu tufișuri pe substraturi calcaroase (Festuco-Brometalia) (* situri importante pentru orhidee), Pante stâncoase calcaroase cu vegetație casmofită, Păduri de fag din Apenini cu Abies alba și păduri de fag cu Abies nebrodensis, Păduri de fag din Apenini cu Taxus și Ilex, Galerii de Salix alba și de Populus alba, Păduri de Quercus ilex și Quercus rotundifolia, Grohotișuri termofile și vest-mediteraneene.
La baza desemnării sitului se află mai multe specii protejate:
- păsări (5): acvilă de munte (Aquila chrysaetos), ciocănitoare neagră (Dryocopus martius), șoim călător (Falco peregrinus), viespar (Pernis apivorus), mugurarul (Pyrrhula pyrrhula)
- mamifere (2): lupul (Canis lupus), vidră de râu (Lutra lutra)
- nevertebrate (2): Cordulegaster trinacriae, Rosalia alpina
- reptile (1): șarpele cu patru dungi (Elaphe quatuorlineata)

Pe lângă speciile protejate, pe teritoriul sitului au mai fost identificate 2 specii de amfibieni, 1 specie de mamifere, 2 specii de nevertebrate, 6 specii de reptile.